# Dielerheide
Dielerheide is een dorp in het Duitse deel van het Reiderland. Het maakt deel uit van de gemeente Weener. Dielerheide ligt zuidwest van Stapelmoorerheide.